# 加里格 (埃罗省)
加里格（法語：Garrigues，法語發音：[ɡaʁiɡ]）是法国埃罗省的一个市镇，属于蒙彼利埃区。

## 地理
加里格（43°47'41"N, 4°0'50"E）面积4.92 平方千米，位于法国奧克西塔尼大區埃罗省，该省份为法国南部沿海省份，南濒地中海，西南接奥德省，西北接塔恩省和阿韦龙省，东北与加尔省接壤。
与加里格接壤的市镇（或旧市镇、城区）包括：阿斯佩尔、卡尔纳斯、康帕涅、加拉尔格。

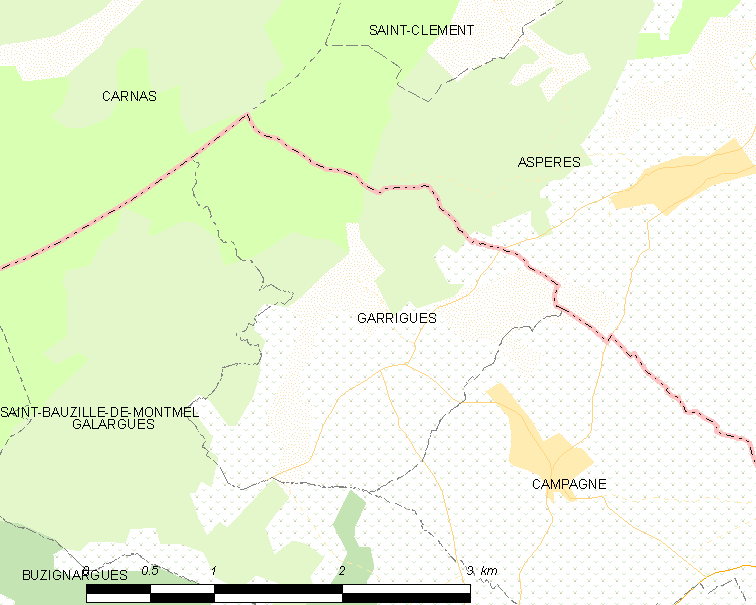
的OSM定位图

加里格的时区为UTC+01:00、UTC+02:00（夏令时）。

## 行政
加里格的邮政编码为34160，INSEE市镇编码为34112。

## 政治
加里格所属的省级选区为吕内勒县。

## 人口

1962-2008年间人口变化图示

加里格于2022年1月1日时的人口数量为232人。